# Tony Tcheka
António Soares Lopes Júnior (Bissau, Guiné-Bissau, 21 de dezembro de 1951) é um jornalista e poeta guineense.

## Biografia
Como jornalista foi director da Rádio Nacional da Guiné-Bissau (RDN), chefe da redacção e director do Jornal Nô Pintcha, tendo criado um suplemento cultural e literário com o nome "Bantabá". Foi também correspondente e analista, tendo trabalhado com a BBC, Voz da América, Voz da Alemanha, Tanjug e, em Portugal, com a Agência Noticiosa Portuguesa (ANOP), com o jornal Público, com a RTP África e com a TSF.
Tony Tcheka foi um dos fundadores da Associação de Escritores da Guiné-Bissau (AEGUI), tendo sido eleito vice-presidente da associação. Colaborou na criação da  União de Artistas e Escritores da Guiné-Bissau (UNAE) onde desempenhou o cargo de secretário executivo. Ajudou a criar e presidiu à Associação Guineense de Jornalistas (AJGB) em Setembro de 1986.
António Soares Lopes tem colaborado com diversas entidades reconhecidas internacionalmente como UNICEF, Swedish Save de Children, UNESCO, IRIN (ONU) e IPAD (Portugal) entre outras. Desde 2020, tem sido um dos jurados do Prémio Internacional Pena de Ouro.

## Obra
- Noites de Insónia na Terra Adormecida (1987) publicado em 1996.[1]
- Desesperança no Chão de Medo e Dor[1]
- Guiné: Sabura Que Dói[1]
- Os média na Guiné-Bissau[1]
- Coordenação das antologias
  - Mantenhas para quem Luta[nota 1]
  - Antologia da Poesia Moderna Guineense
  - Eco do Pranto
  - (no prelo)

Os seus textos foram publicados em diversas antologias como:
- Anthologie Littéraire de l´Afrique de l´Ouest (França)[3]
- No Ritmo dos Tantãs (Brasil)
- Na Liberdade (Portugal)
- Rumos dos Ventos (Portugal)
- Anna (Alemanha)
- Poesia da Guiné–Bissau (Grã-Bretanha)

## Prémios e honrarias
- "Diploma  de  Mérito  com Estatueta" - atribuído pelo Instituto Superior das Ciências da Educação de Lisboa pelo conjunto da obra.[3]
- "Diploma de Mérito Grau de Engenheiro de Almas" - atribuído pela  Sociedade de Autores Guineenses (SGA) pela sua contribuição na literatura guineense.[3]
- "Diplomas atribuídos pela SGA na área do jornalismo (televisão, rádio e imprensa escrita).[3]
- Prémio da Lusofonia" (2017)[1]